# Desa Ciwaru (administrativ by i Indonesien, lat -7,22, long 106,48)
Desa Ciwaru är en administrativ by i Indonesien.   Den ligger i provinsen Jawa Barat, i den västra delen av landet, 120 km söder om huvudstaden Jakarta.